# ダリア・ウェーボウィ
ダリア・ウェーボウィ（Daria Werbowy、1983年11月19日 - ）は、ポーランド生まれのファッションモデル。所属事務所はIMG（ニューヨーク）、Whynot（ミラノ）。
ウクライナ生まれと書かれていることがある。両親はウクライナ出身。3歳の時に両親、兄と供にカナダのミシサガ に移住。現在もカナダ在住。
芸術を愛し、多忙を極めるなか美術学校で油絵を学んでいる。

## 概要
類まれなスタイルと知的でミステリアスな容貌とは裏腹に、親しみやすいソフトな性格で多くのクリエイター、写真家に愛される。ファッションショーの他、ヴォーグやWなどの有名雑誌に登場。スティーヴン・マイゼルやマリオ・テスティーノといった写真家とよく仕事をしている。
アジア映画が好きで、ウォン・カーウァイ監督作品のファン。
身長は180 cm。B86・W61・H86。

## 経歴
中学生の頃より友人の母親が経営するカナダのモデル代理店に所属し、仕事を始める。デビューコレクションは2003年秋冬、その時から人気を集める。続いて2004年の春夏コレクションでは50を超えるショーに出演。そのうちのアレッサンドロ・デラクア、BCBG Max Azria、セリーヌ、クロエ、エミリオ・プッチ、ジル・サンダー、ルエラ、マックスマーラ、マルティーヌ・シットボン、ニナ・リッチ、プラダ、Zeroの12のショーでトップランを務め、登場回数ナンバー1に輝く。
その後も人気は高まり、2004-2005秋冬コレクションでは30のショーに出演。そのうちトップランはBCBG Max Azria、ジル・スチュアート、ケネス・コール、バーバリー・プローサム、マルニ、ヴェルサーチの6回。
2005春夏では33のショーに出演。そのうちトップランはビル・ブラス、マシュー・ウィリアムソン、マイケル・コース、グッチ、キャロライナ・ヘレナ、エミリオ・プッチ、オスカー・デ・ラ・レンタ、Wunder Kindの8回。
2005-2006秋冬コレクションでは19のショーに出演。インフルエンザでパリコレを欠席したため、登場回数は20を下回ったが、トップラン率は非常に高く、19の出演ショーのうちキャロライナ・ヘレナ、マルニ、ビル・ブラス、ヴェルサーチ、オスカー・デ・ラ・レンタ、マシュー・ウィリアムソンの5回でトップランを務めた。2006年春夏コレクションには不参加。
2005年秋冬キャンペーン：イヴ・サンローラン・リヴゴーシュ、シャネル。
2004年春、プラダ初のフレグランスのミューズとなる。
2005年春、ランコムとの契約を発表。2005年末に発売される香水「イプノーズ」のミューズとしての登場を皮切りにランコムの顔となる。
2006年2月現在 MODELS.COMモデルランキング第1位。2006年2月開催の2006−2007A/Wニューヨーク・コレクションには参加。また2006年S/Sのシャネルのキャンペーンモデルには3シーズン連続での起用となった。
2023年9月、グッチ（GUCCI）の新クリエイティブ・ディレクター、サバト・デ・サルノによる最新のアクセサリーキャンペーンが公開され、ダリア・ウェーボウィがモデルに起用された。グローバルのファッションキャンペーンの登場は7年ぶり。